# Захарен диабет
Диабет пренасочва насам.  За заболяването diabetes insipidus вижте Безвкусен диабет.
Захарният диабет (diabetes mellitus; от гръцки: διαβαίνω – „преминавам“), често наричан и само диабет, е болест, характеризираща се с повишено ниво на кръвната захар (глюкоза) в организма, което се дължи на отслабената реакция на клетките към инсулина или на недостатъчното му произвеждане в тялото. Инсулинът е хормон, секретиран от панкреаса, който стимулира клетките да абсорбират глюкозата и да я трансформират в необходимата за функционирането им енергия. Когато клетките не абсорбират достатъчно глюкоза, тя се натрупва в кръвта (хипергликемия), което води до усложнения в сърдечно-съдовата, нервната и други системи.
Захарният диабет има множество разновидности, но най-разпространените форми са 3:
- Захарен диабет тип 1: дължи се на неспособността на тялото да произвежда инсулин.
- Захарен диабет тип 2: дължи се на неспособността на клетките да реагират на инсулин, понякога в съчетание с понижено производство на хормона.
- Гестационен диабет: проявяващ се по време на бременност.

Всички форми на диабет могат да бъдат контролирани чрез изкуствено внасяне в тялото на инсулин, а диабет тип 2 – до известна степен и с други медикаменти. В същото време, с изключение на гестационния диабет, който обикновено изчезва след раждането, диабетът е хронично състояние, което обикновено не може да бъде излекувано. При диабет тип 1 са правени опити с трансплантация на панкреас, но с ограничен успех.
Оставен без медицинско третиране, диабетът може да причини множество акутни усложнения, като хипогликемия, диабетна кетоацидоза или хиперосмоларна кома. Тежки дълготрайни усложнения, свързани с диабета, са сърдечно-съдовите болести, бъбречната недостатъчност, диабетната ретинопатия.
Към 2000 г. най-малко 171 милиона души по света (2,8% от цялото население) страдат от захарен диабет. Най-широко разпространен е диабет тип 2 – например в Съединените щати тази форма включва 90 – 95% от случаите на захарен диабет.

## Разпространение
Разпространеността на захарния диабет сред човешката популация е средно от 1 до 3% като при децата и юношите е 0,1 до 0,3%. Ако се прибавят и недиагностицираните случаи процентът може да достигне до 6. Към 2002 г. в света от диабет боледуват около 120 милиона души. Според същите изследвания на всеки 10 – 15 години процентът на диабетиците се удвоява. Увеличава се основно и процентът на боледуващите от диабет тип 1. Това е свързано с подобряване качеството на медицинското обслужване и увеличаване на продължителността на живот при заболелите от диабет тип 1.
Наблюдава се расова устойчивост към даден тип диабет. Захарен диабет от тип 2 е най-разпространен сред хора от монголоидната раса. Например във Великобритания сред монголоидите над 40 години 20% страдат от захарен диабет тип 2. На второ място са хората от негроидната раса – сред негроидите над 40 години от този тип диабет страдат 17%. Расата определя и нееднородната честота на усложнения от диабет. Монголоидите развиват в по-висока степен диабетна нефропатия и исхемична болест на сърцето, но е понижен риска от развитие на диабетно стъпало. За негроидите е характерно развитието на тежка и трудно поддаваща се на лечение артериална хипертония.
По данни от 2000 г. най-голям процент на заболели има в Хонконг – 12% от населението. В САЩ процентът на заболели е около 10%, във Венецуела – 4%. Най-ниският процент на заболели от диабет е регистриран в Чили – едва около 1,8%.
Към 2010 г. броят на болните от захарен диабет в България се оценява на около 520 хиляди души или 8,3% от населението над двадесетгодишна възраст, като 200 хиляди от случаите не са диагностицирани.

## История на заболяването
Диабетът е едно от първите заболявания, описано в египетски ръкопис от около 1500 г. пр.н.е., като се споменава „отделяне на прекалено голямо количество урина“. Смята се, че първите описани случаи са свързани с диабет тип 1. Приблизително по същото време индийски лекари идентифицират заболяването и го квалифицират като madhumeha или медена урина, като забелязват, че урината привлича мравките.
Терминът „диабет“ или „преминаване през“ е използван за първи път през 230 г. пр.н.е. от гръцкия лекар Аполоний. Заболяването е рядко срещано по времето на Римската империя като Гален коментира, че е станал свидетел само на два случая по време на кариерата си.
Диабет тип 1 и тип 2 са идентифицирани за първи път като отделни заболявания от индийските лекари Шушрута и Чарака през 400 – 500 г., като тип 1 е свързван с младите хора, а тип 2 – с хората с наднормено тегло. В края на 18 век англичанинът Джон Рол добавя термина „захарен“ или „от мед“, за да разграничи заболяването от инсипиден диабет, което се свързва и с често уриниране. До началото на 20 век все още няма разработено ефикасно лечение, докато през 1921 г. и 1922 г. канадците Фредерик Бантинг и Чарлз Бест не откриват инсулина. Това откритие е последвано от разработването на дългодействащия неутрален протамин Хагедорн (NPH) инсулин през 40-те години на 20 век.

## Класификация

### Тип 1
Диабетът тип 1 се характеризира със загубата на произвеждащите инсулин бета-клетки в лангерхансовите острови на панкреаса, което води до намаляване на отделяното количество инсулин. Той се разделя на два вида – имунно медииран и идиопатичен. Повечето случаи на диабет тип 1 са с имунно медииран характер, като загубата на бета-клетките се дължи на автоимунна атака от T-лимфоцити. Макар че има данни за известна генетична предразположеност, развитието на болестта се предизвиква от външен дразнител.
Не са известни профилактични мерки срещу диабет тип 1, който причинява около 10% от случаите на захарен диабет в Северна Америка и Европа. Повечето заболели са в добро здраве и със здравословно тегло при появата на болестта. Чувствителността към инсулина обикновено е нормална, особено в ранните фази на заболяването. Диабетът тип 1 може да засегне деца и възрастни, но в миналото е наричан детски диабет, тъй като обхваща повечето случаи на захарен диабет в ранна възраст.

### Тип 2
Диабетът тип 2 се характеризира с инсулинова резистентност, понякога съчетана с понижено отделяне на инсулин от панкреаса. Предполага се, че неправилното реагиране на тъканите на инсулина е свързано с функционирането на инсулиновите рецептори, но конкретната причина за него е неизвестна. Основните рискови фактори за заболяването са начинът на живот и в някаква степен генетичната предразположеност. Повечето пациенти са с наднормено тегло.
Основната част от случаите на диабет са от тип 2, който най-често се среща при хора над 30-годишна възраст, но е възможно да се установи и при тийнейджъри и дори в ранна детска възраст. В ранните етапи на болестта тя се изразява най-вече в намалена чувствителност към инсулина. На тази фаза хипергликемията може да се предотврати с различни мерки, включително с медикаменти, които подобряват инсулиновата чувствителност или намаляват отделянето на глюкоза от черния дроб. Панкреасът реагира на повишеното ниво на кръвна захар, като отделя повече инсулин, но дори повишените количества не са достатъчни, за да се преодолее инсулиновата резистентност и с времето жлезата губи способността си да произвежда дори нормалното количество.
Диабетът тип 2 е пряко свързан с начина на живот и в много случаи стойностите на кръвната захар, след първоначално третиране с медикаменти и под лекарско наблюдение, могат да бъдат върнати в нормални граници и поддържани само с диета и спорт.
Преддиабетът е състояние, при което нивата на кръвната захар са повишени, но не достатъчно, за да бъде пациентът диагностициран като болен от диабет тип 2. Много болни от диабет тип 2 преди това са прекарали години в състояние на преддиабет.

### Гестационен диабет
Гестационният диабет в някои отношения наподобява диабета тип 2, включвайки съчетание от относително неадекватна секреция и чувствителност към инсулина. Наблюдава се при 2 – 5% от всички бременности и обикновено изчезва след раждането, макар че 20 – 50% от засегнатите жени по-късно развиват диабет тип 2. Гестационният диабет подлежи на контрол, но изисква медицинско наблюдение в хода на бременността.
Макар че сам по себе си е преходен, без третиране гестационният диабет може да увреди здравето на плода или на майката. Сред рисковете за плода са повишено тегло при раждане, вродени аномалии на сърдечната и централната нервна система и скелетно-мускулни малформации. В тежки случаи може да се стигне до смърт на плода, най-вече в резултат на влошена плацентна перфузия.

## Симптоми
Симптомите на диабета обикновено се появяват едва когато нивата на кръвната захар станат извънредно високи или започнат проявите на усложнения.
Трите класически симптома на диабета са:
- Засилено уриниране (полиурия) – при надхвърляне на бъбречния праг за глюкоза (около 10 mmol/l), кръвната захар започва да се отделя с урината, увличайки със себе си значително количество вода и предизвиквайки по-често и обилно уриниране.
- Повишена жажда (полидипсия) – за да компенсира повишеното отделяне на вода с урината, организмът извлича вътреклетъчна вода в кръвта, предизвиква обезводняване и централната нервна система реагира с усещане за жажда.
- Повишен апетит (полифагия) – този симптом е обикновено по-силно изразен при 2 тип диабет, където високото ниво на инсулин стимулира чувството на глад; от друга страна недостатъчната енергия, която достига до клетките, поради намалената инсулинова чувствителност, кара организма да набави повече калории и повече храна.

Сред по-рядко срещаните симптоми са:
- Замъглено зрение – среща се често при повишена концентрация на кръвната захар; в очната леща глюкозата се превръща в сорбитол, който задържа много вода, в резултат на което се получава периодична промяна в обема и формата на очната леща.
- Чести инфекции – потиснатият общ имунитет, лошият кръвоток в тъканите и високата концентрация на глюкоза (добра хранителна среда за много бактерии) допринасят за честата изява на някои инфекции, които са характерни за захарния диабет – гъбични инфекции на гениталиите, кожни инфекции (циреи, „гнойни пъпки“), инфекции на пикочните пътища и други.
- Трудно зарастващи рани – високите стойности на кръвната захар възпрепятстват нормалното функциониране на левкоцитите, които са основен елемент в почистването на мъртви тъкани в тялото, зарастване на рани и борба с причинителите на инфекции; освен това за по-продължителен период от време захарният диабет води до склерозиране и задебеляване на най-малките и големите кръвоносни съдове и това причинява влошен кръвоток, лошо хранене на тъканите (включително достъп на кислород и защитни елементи на кръвта) и оттам по-бавно и трудно зарастване на рани и по-често възникващи инфекции.
- Хиперосмоларен некетонен синдром и хиперосмоларна кома – това състояние се получава вследствие на високата концентрация на глюкоза и силното обезводняване на клетките, а симптомите му много приличат на тези на кетоацидозата; по-често срещано е при диабет тип 2.

Сравнително редки симптоми, по-често срещани при диабет тип 1, са:
- Умора – при захарния диабет клетките на тялото са неспособни да усвоят от кръвта достатъчно глюкоза, което се проявява като усещане за умора.
- Загуба на тегло – въпреки нормалния или дори по-високия прием на храна, болните от диабет отслабват, поради непълното усвояване на глюкозата и обезводняването.
- Кетоацидоза – неспособността за усвояване на глюкозата кара клетките да търсят други източници на енергия. Следователно разграждат мазнини и протеини. От разграждането на мазнините (бета-окисление) се получават тъй наречените „кетотела“; те увеличават киселинността на кръвта, което има сериозни последствия за работата на всички клетки и най-вече тези на нервната система.
- Променено умствено-психично състояние – често се наблюдава напрегнатост, необяснима раздразнителност, силна летаргия или объркване, болният изглежда неадекватен, симптомите могат да наподобяват тези на мозъчен инсулт; тези оплаквания могат да са вследствие само на високата концентрация на кръвна захар (хипергликемия), могат да бъдат симптоми на някои от най-сериозните остро настъпващи усложнения на диабета като кетоацидоза (и последваща диабетна кома) или хиперосмоларен хипергликемичен синдром и кома, както и на много ниска концентрация на кръвна захар (хипогликемия).

## Причини
Причините за двата основни типа диабет са различни. Диабет тип 2 се дължи главно на начина на живот, както и на известна генетична предразположеност. Диабет тип 1 е преди всичко наследствен, но се активира от инфекции, според някои данни – с вируса Coxsackie B4. Индивидуалната податливост към някои от тези инфекции се дължи на определени генотипи на човешкия левкоцитен антиген (HLA).

## Диагностика
| Състояние                   | Глюкоза след 2 часа | Глюкоза на гладно        | HbA1c   |
| --------------------------- | ------------------- | ------------------------ | ------- |
|                             | mmol/l (mg/dl)      | mmol/l (mg/dl)           | %       |
| Нормална                    | <7.8 (<140)         | <6.1 (<110)              | <6.0    |
| Нарушена гликемия на гладно | <7.8 (<140)         | ≥ 6.1(≥110) & <7.0(<126) | 6.0–6.4 |
| Нарушен глюкозен толеранс   | ≥7.8 (≥140)         | <7.0 (<126)              | 6.0–6.4 |
| Захарен диабет              | ≥11.1 (≥200)        | ≥7.0 (≥126)              | ≥6.5    |

Захарният диабет се характеризира с периодична или постоянна хипергликемия и се диагностицира чрез установяване на някой от следните признаци:
- ниво на кръвната захар на гладно ≥ 7 mmol/L (126 mg/dL);
- нива на кръвната захар ≥ 11,1 mmol/L (200 mg/dL) два часа след орален прием на 75 g глюкоза при тест за глюкозна толерантност;
- симптоми на хипергликемия и временни нива на кръвната захар ≥ 11,1 mmol/L (200 mg/dL);
- ниво на гликирания хемоглобин (Hb A1C) ≥ 6,5%;[18]

Положителният резултат при отсъствие на явна хипергликемия трябва да бъде потвърден чрез повтаряне на някои от описаните тестове в друг ден. Предпочита се измерването на нивото на кръвна захар на гладно, заради по-лесното измерване и значителната продължителност на продължаващия два часа стандартен тест за глюкозна толерантност, който при това няма прогностични преимущества. Според актуалната дефиниция две измервания на кръвна захар на гладно над 126 mg/dL (7 mmol/L) се смятат за диагноза на захарен диабет.
За хората с нива на кръвната захар на гладно от 100 до 125 mg/dL (5,6 до 6,9 mmol/L) се смята, че имат нарушена гликемия на гладно. Пациентите с нива на кръвната захар при стандартен тест за глюкозна толерантност между 140 mg/dL (7,8 mmol/L) и 200 mg/dL (11,1 mmol/L) имат нарушена глюкозна толерантност. Второто от тези две преддиабетни състояния представлява съществен рисков фактор за развитие на същински захарен диабет, както и на сърдечно-съдови заболявания.

## Лечение
Успешно лечение понякога е възможно чрез подходящ двигателен режим, съчетан със строга диета, в която се изключва приемането на бързоусвоими захари и се намаляват до минимум животинските мазнини. Набляга се на бавноусвоимите въглехидрати, каквито има в пълнозърнестите храни (около 60% от дневния калориен баланс), растителни мазнини (10 – 30% от калориите за деня), плодове, зеленчуци, ограничени количества млечни продукти (например 100 g сирене дневно). 
Диетата се провежда продължително време. Тя може да доведе до пълно излекуване, ако чувствителността на рецепторите се увеличи с времето, но в следващите 5 години 50% от хората с инсулинова резистентност (или още нарушен глюкозен толеранс) развиват диабет тип 2, а до 20 години – 100%. Препоръчва се лекарски контрол. Използват се и медикаменти за контролиране на състоянието, напр. инсулини, бигваниди и др. От проучванията е известно, че ефект за намаляване на инсулиновата резистентност и увеличаване на инсулиновата чувствителност имат:
- женшен (Panax Ginseng), активни съставки – женшенозиди (Ginsenosides);
- канела;
- семена на сминдух;
- куркума, активно вещество – куркумин (Curcumin, E100);
- екстракт от черна боровинка;
- сладък корен (Glycyrrhiza glabra), активни вещества – аморфрутини (amorfrutins);
- кора от корена на бяла черница (Morus alba), активни вещества – Moracin M, Steppogenin-4′-O-β-D-glucosiade, Mullberroside A;
- веществата нобилетин, нарингинин и др. от кората на цитрусовите плодове;
- ресвератрол;
- левцин;
- хром;
- ванадий и др.

От важно значение е да се приемат антиоксиданти за намаляване на оксидативния стрес на клетките – витамини А, С, Е, коензим Q10, ликопен, алфа липоева киселина и др., минералите цинк и селен, тъй като свободните радикали влияят върху клетката и причиняват инсулинова резистентност, рак и по-бързо стареене на клетките.
Пряка връзка с инсулиновата резистентност има и чернодробната стеатоза (омазняване на черния дроб). Положителен ефект за това състояние се получава от фосфатидилхолин, силимарин (от бял трън), антиоксиданти, N-ацетилцистеин, бетаин, S-аденозилметионин, омега-3 мастни киселини и др.
Един от препаратите срещу инсулинова резистентност – „Sucanon“ (или „Manitolatodimolybdate“) е комбинация от съединение на молибден и екстракт от корен на trichosanthes (trichosanthis kirilowii). Нови цели за създаване на препарати за намаляване на инсулиновата резистентност са открити при изследвания в Joslin Diabetes Center – възстановяване на нивата или увеличаване на ефективността на съществуващия Sirt3, инхибиране на активността на PKC-delta (в черния дроб и други тъкани; влияние и при стеатозата). Изследователите от Университета в Синсинати са открили, че apolipoprotein A-IV (apoA-IV), един естествено получен протеин има способност да намалява нивото на кръвната захар и повишава инсулиновата секреция и е възможна нова цел в създаването на лекарствени препарати.

### Спазване на установените режими
Съществуват няколко основни правила, които трябва стриктно да се спазват, за да се постигне качеството на живот на диабетиците. Освен терапевтичния режим, предписан от лекар-ендокринолог, другите важни елементи са хранителен режим с прецизиране на качеството, количеството и съдържанието на въглехидрати и мазнини, както и ежедневен, двигателен режим. За разлика от диабет тип I, при II тип водещият елемент в лечението в началния етап (за кратко) е хранителния режим, т.е ограничаване на храните с високо съдържание на мазнини и въглехидрати, холестерол и готварска сол. Ако диетата не е достатъчна се преминава към лечение с таблетки, които имат за цел да повишат чувствителността на организма към собствения инсулин, да стимулират панкреаса да произвежда повече или да намалят непрекъснатото повишаване на кръвната захар. В някои случаи е удачно да се приемат медикаменти за намаляване нивото на холестерол, понижаване на телесното тегло и/или регулиране на кръвното налягане. Като последен избор (но с най-съхраняващ органите ефект), се прилага инсулиново лечение. Трябва да се отбележи фактът, че инсулинотерапията може да се започне и веднага след откриването на диабет, ако има опасност или съмнение за наличие на усложнения. Инсулинотерапията не е последното възможно средство за лечение, а помощно средство и в същото време най-ефективно.
При спазване на установените режими, качеството и продължителността на живота е почти като при здравите хора (ако не се смята всекидневното през 12 часа инжектиране на определена от лекари доза инсулин с т.нар. „писалки“).

#### Последствия при неспазване на установения режим от лекарите при диабет тип 2
Диабетните усложнения са когато се налага приемането на медикаменти: за високо кръвно, бъбречни, полиневритни, ерективни дисфункции (които вгорчават сериозно сексуалния живот на мъжете, а в някои случаи ги правят почти импотентни), очни (ускорено развитие на катаракта, глаукома) или други страдания, възникнали във връзка с диабета. Затова веднага след като се проявят някои от посочените симптоми, всеки е длъжен да си направи тест за наднормена кръвна захар и евентуално да промени храненето и начина си на живот. Повече физическа активност, спорт, туризъм, по-малко стрес, балансирано хранене – само така може да се избегне или да се намали максимално дълго опасността от поява и развитие на диабет, дори когато има генетична предразположеност (един от родителите е диабетик). Малко други човешки болести са толкова коварни като диабета, затова стриктно трябва да се следва определеният режим и съветите на лекуващия лекар. В противен случай пораженията за всеки са фатални: високо кръвно, замъглена и намалена видимост, следва възможност и за по-тежък стадий на лошо зрение, лепнене на урината и пак уриниране, „въртележката“ с неутолима жажда, рязък спад в теглото (над 10 kg), обща отпадналост или предимно в краката (тъй като сърцето не успява да компенсира затрудненото кръвообращение), слаба мускулна маса. В по-редки случаи дава и отражение на бъбреци, черен дроб, сърце и други. За кратко време се наблюдава бързо и учестено разрушаване на зъбите, кървене на венците и др. При забелязана и малка промяна, накланяща към изброените симптоми на диабета, се налага незабавно да се потърси помощ от лекар-ендокринолог, който да назначи подходящо лечение.

### Животът с диабет тип 2
При установяване на нарушен глюкозен толеранс, което значи кръвна захар между 7 и 11 mmol/L, 2 часа след нахранване се започва диетолечение и регулиране на телесното тегло, което евентуално да ни предпази от по-нататъшно развитие на диабет. Въпреки взетите мерки, все пак около половината от хората с намален глюкозен толеранс развиват заболяването в следващите 5 години. Това зависи както от генетичната предразположеност, така и от предишния начин на живот (когато се отнася за тип 2 диабет), свързан с обездвижване, прехранване, стрес. Откриването на нарушения глюкозен толеранс може да стане с периодични профилактични прегледи, особено наложителни след навършване на 40-годишна възраст. Счита се, че тази първа лека фаза на заболяването е един вид скрит „инкубационен период“. Понякога чувството на „лесна умора“, „парещите устни“ при стресови ситуации и понякога „необичайната жажда“, първосигнално подсказват скритите все още симптоми на заболяването.
След т.нар. изследване „кръвно-захарен профил“ от ендокринолог при по-изразени нива на кръвна захар, но все още „под 12 – 15“, се изписват таблетки. Това лечение, заедно със стриктна диета, намалява захарните нива за определен период от време. Постепенно обаче собственият (ендогенен) инсулин, произвеждан от тялото, намалява все повече и се налага добавянето на други групи лекарства. Средно 7 години след регистрирането на диабета, ендогенният инсулин намалява дотолкова, че става необходимо добавянето на инжекционен инсулин към дотогавашната терапия.

## Усложнения

### Остри
Острите усложнения са особени състояния, които се развиват в течение на дни и дори часове при наличие на захарен диабет.
- Диабетна кетоацидоза – това е тежко състояние, развиващо се вследствие на натрупване в кръвта на междинни продукти от метаболизма на мазнините (кетонови тела).
- Хипогликемия – намалява нивото на глюкозата в кръвта.
- Хиперосмоларна кома – среща се основно при болните от тип 2 и почти винаги е свързана със силно обезводняване на организма.
- Лактацидотична кома – проявява се с натрупване на млечна киселина в кръвта и често се среща при болните над 50 години на фона на развитие на сърдечно-съдова недостатъчност.

### Късни усложнения
Това са отделна група усложнения, които се развиват бавно в продължение на месеци, а в повечето случаи и години след проявата на захарен диабет.
- Диабетна ретинопатия – поражение на дъното на очната орбита, проявяващо се с микроаневризми, точковидни или петнисти кръвоизливи, твърд ексудат, оток и разрастване на нови съдове. Завършва с кръвоизлив в очното дъно или отлепване на ретината.
- Диабетна микро и макроангиопатия – нарушение на проницаемостта на кръвоносните съдове. Повишава се риска от тромбоза и развитие на атеросклероза.
- Диабетна полиневропатия – развива се двустранна периферна невропатия, започваща от крайниците. Намалява се чувствителността и се повишава възможността от получаване на травми.
- Диабетна нефропатия – поразяват се бъбреците и се развива хронична бъбречна недостатъчност.
- Диабетна артропатия – болки в ставите, ограничена подвижност, намалено количество на ставната течност.
- Диабетна офталмопатия – ранно развитие на катаракта.
- Диабетна енцефалопатия – променя се психичното състояние на пациента, променя се често настроението, повишава се емоционалната лабилност.
- Диабетна стъпка – поразяват се долните крайници, като се развиват гнойно-некротични процеси, язви и костно-ставни поражения. Обикновено поразеният крайник се ампутира.

## Профилактика
Препоръчва се на хора, за които се счита че опасността за диабет е дори ниска, да се изследват веднага след навършване на 40 години и на всеки 3 години след 45-годишна възраст. Тестването трябва да започне по-рано и по-често, ако в семейството има диабетик, теглото е наднормено и водят заседнал начин на живот. Ежедневното движение и ограничаване приема на лесносмилаеми сладки неща, въглехидрати и замяната им с плодове и зеленчуци в диетата са препоръчителни за избягване на диабет тип 2.